# La viuda de Montiel
La viuda de Montiel és una pel·lícula dramàtica colombo-mexicana de 1979 dirigida per Miguel Littín, basada en l'obra literària de Gabriel García Márquez. Va ser exhibida al 30è Festival Internacional de Cinema de Berlín en 1980.

## Sinopsi
Una dona viatja en un tren acompanyada de la seva única filla. Mentre transcorre el seu viatge, la dona va recordant els moments que van marcar la vida del seu fill mort i que el van portar a aquest tràgic fina.

## Repartiment
- Geraldine Chaplin - Adelaida
- Nelson Villagra - Chepe
- Katy Jurado - Mamá Grande
- Eduardo Gil
- Pilar Romero - Hilaria
- Ernesto Gómez Cruz - Carmichael
- Reynaldo Miravalles
- Alejandro Parodi - Alacaide
- Ignacio Retes
- Jorge Fegán
- Emilia Rojas

## Premis
- XXII edició dels Premis Ariel: Premi a la millor ambientació